# Nick Carter (chanteur)
Pour les articles homonymes, voir Nick Carter et Carter.
 (janvier 2015).
Si vous disposez d'ouvrages ou d'articles de référence ou si vous connaissez des sites web de qualité traitant du thème abordé ici, merci de compléter l'article en donnant les références utiles à sa vérifiabilité et en les liant à la section « Notes et références ».
Nickolas Gene Carter, dit Nick Carter, né le 28 janvier 1980 à Jamestown (État de New York) est un chanteur et musicien américain. Il est membre du groupe Backstreet Boys.

## Famille
Nick Nickolas Gene Carter est né le 28 janvier 1980 à Jamestown (État de New York), de "Bob" Robert Gene Carter (1952-2017) et de Jane Elizabeth Spaulding. Il a des ancêtres anglais, irlandais et allemands du côté de sa mère, gallois du côté de son père.
Nick Carter est le frère de "B.J." "Bobbie" Roberta Jean Carter (1982-2023), de Leslie Barbara Carter (1986-2012), chanteuse, et des jumeaux Aaron Charles Carter (1987-2022), chanteur et Angel Charisma Carter (1987), mannequin. Il a également une demi-sœur, "Ginger" Virginia Carter (1972), née d'un précédent mariage de son père, et un demi-frère, Kanden Brent Carter (2005), né d'un troisième mariage de son père.
Après que la famille Carter a emménagé à Apollo Beach, en Floride, Nick commence à auditionner pour des rôles d'acteur dans les années 1990. Il apparaît dans de nombreuses publicités, ainsi que dans Edward aux mains d'argent, en 1990.

## Carrière

### Années 1990
Au cours de différentes auditions, Nick fait la rencontre de A.J. McLean et de Howie Dorough, deux des membres du futur groupe Backstreet Boys, avec qui il se lie d'amitié.
Tous les trois forment un petit groupe musical et commencent à rechercher un manager : ce sera Lou Pearlman. Kevin Richardson, qui a rejoint le groupe, présente aux trois autres membres son cousin Brian Littrell, qui integra également le boys band pour former les Backstreet Boys que nous connaissons aujourd'hui.
Le succès n'est cependant pas immédiat aux États-Unis, alors qu'au Québec, l'album provoque un réel raz-de-marée. Ils deviennent très populaires, et c'est quelques mois après que Lou fait la promotion du groupe en Europe, et c'est un succès dès 1996.
Les Backstreet Boys deviennent très célèbres en Europe, au Canada et aux États-Unis vers la fin des années 1990. Nick Carter gagna en notoriété, devient ainsi l'un des piliers du groupe. En 1999, la chanson, I Want It That Way, devient la chanson la plus populaire de toutes les chansons du boys band grâce à lui.
Parallèlement, il aide son frère Aaron à débuter dans sa carrière.
Aaron est décédé en 2022 à l’âge de 34 ans.

### Années 2000

#### Now Or Never
Carter tente une carrière solo et sort un premier album Now Or Never en 2002. Il est alors classé 17e au classement des ventes, et l'album est certifié or.
La même année, il est élu "L'homme le plus sexy du monde" par un sondage du magazine Cosmogirl[réf. nécessaire].
Durant cette période, il retourne à sa carrière d'acteur, notamment aux côtés de Kevin Zegers dans le téléfilm The Hollow. Il participe également à un projet de film d'horreur, Brew, qui est finalement annulé.

#### Never Gone
Après cette parenthèse, Carter revint dans le groupe des Backstreet Boys. Le groupe enregistra un nouvel album, Never Gone, qui fut directement placé à la troisième place aux charts et certifié platine. Cet album permit au groupe de vendre 100 millions de produits dérivés dans le monde entier. En automne 2005, ils firent une tournée en Europe.

#### House of Carters
Carter et sa famille participèrent à une émission de télé réalité, nommée House of Carters qui fut diffusée à partir d'octobre 2006 sur la chaîne E!, qui présenta la vie de la famille Carter, avec ses hauts et ses bas. La première saison de House of Carters comporta 8 épisodes mais une deuxième saison n'a pas été prévue.

### Années 2010

#### Fast Glass
Il participe au film Fast Glass aux côtés de Brandon Quinn, Andrew Keegan, Natalia Cigliuti, Greg Grunberg et Reno Wilson. Le film, réalisé par Kim Bass et produit par Dave Riggs et Desiree Jellerette est sorti en 2010.

#### Charité
Nick Carter est depuis le 17 mai 2007 le nouvel ambassadeur spécial de L'année du dauphin (Year of the Dolphin). Il enregistra une chanson et une vidéo dont tous les bénéfices ont été investis dans ce projet. Il a également visité quelques écoles locales pour parler du projet.

#### I'm Taking Off
En 2003, il commence un deuxième album solo, mais l'album est annulé à la réunion des Backstreet Boys, qu'il choisit de rejoindre. L'un des morceaux de cet album, Let It Go, écrit par Nick, Matthew Gerrard et Bridget Louise Benenate, est utilisé pour le générique House of Carter[réf. nécessaire]. Son deuxième album, intitulé I'm Taking Off, sort finalement en mai 2011.

#### Facing the Music & Living to talk about it
En 2013, il publie un ouvrage « Facing the Music & Living to talk about it ». Ce livre est une autobiographie dans lequel il raconte ses luttes avec une famille dysfonctionnelle et les rigueurs inimaginables de devenir une pop star internationale à l'âge de 12 ans.

#### Collaboration avec Jordan Knight
Nick collabore avec Jordan Knight, un membre du très populaire boys band New Kids On The Block, pour produire un album ensemble intitulé Nick & Knight. Ils iront en tournée de septembre–novembre 2014 pour interpréter les chansons de l'album.

## Vie privée
Nick Carter est sorti avec de nombreuses femmes du show-business comme Willa Ford, Izabelle Filling, Angi Taylor, Paris Hilton, Dalene Kurtis, Malika Haqq et Kaya Jones.
Depuis octobre 2008, il fréquente Lauren Kitt. Ils annoncent leurs fiançailles en février 2013 et se marient l'année suivante, à Santa Barbara. Ensemble, ils ont trois enfants : Odin né en 2016, Saoirse née en 2019 et Pearl née en 2021.
En 2015, il participe à la 21e édition de Dancing with the Stars. Son frère Aaron Carter avait participé à la saison 9.
En 2022, il participe à la 2e saison de l'émission, Chanteurs masqués au Québec. Il interprétait la célèbre chanson, Alone, du groupe Heart, en étant le Chat Sphynx.

## Accusations de viol

### Melissa Schuman
En novembre 2017, durant le mouvement MeToo, Melissa Schuman, une chanteuse américaine, accuse publiquement Carter de l'avoir violée. Les faits se seraient déroulés en 2002, la chanteuse était alors âgée de 18 ans. Elle lui aurait dit à plusieurs reprises vouloir « se préserver pour son mari » et Carter lui aurait répondu « je pourrais être ton mari » tout en continuant à la violer.

### Shannon Ruth
En décembre 2022, Shannon Ruth, une ancienne fan de Carter avec troubles du spectre autistique, porte plainte pour un viol commis par le chanteur en marge d'un concert du boys band. Elle dénonce des faits remontant à 2001, lorsqu'elle était âgée de 17 ans,. Après une demande d'autographe, Carter l'aurait invitée dans le bus de la tournée, lui aurait servi une boisson au « goût étrange » puis l'aurait violée. Elle accuse également le chanteur de l'avoir traitée de « petite garce arriérée » que « personne ne croirait » si elle venait à dénoncer les faits. La plainte déposée par Shannon Ruth inclut les déclarations de trois autres personnes accusant le chanteur d'agressions sexuelles. Malgré son accusation, les fans ont tout de suite réagit en affirmant que lors de cette tournée spécifique, aucune demande d'autographe n'a été planifiée par le groupe, une fois leur concert terminé, ils sont montés dans leur bus et parti directement à leur hôtel[réf. nécessaire].

## Discographie

### Singles
- Help Me (2002)
- Do I Have To Cry For You (2002)
- I Got You (2003)
- Just One Kiss (2011)
- Love Can't Wait (2011)
- Burning Up (2011) (Avec Britton Shaw)
- Just The Two Of Us (2014) (Avec Jordan Knight)
- One More Time (2014) (Avec Jordan Knight)
- I Will Wait (2015)
- Nothing's Gonna Change My Love For You (2016) (Avec Nissy)
- 19 In 99 (2016)
- 80s Movie (2020)
- Scary Monster (2021)
- Easy (2022) (Avec Jimmie Allen)
- Hurts To Love You (2023)
- Superman (2023)
- Made For Us (2023)
- Never Gonna Break My Heart (Not Again) (2024)

### Participations
- Oh Aaron (2001) (Avec Aaron Carter Et No Secrets)
- Not Too Young, Not Too Old (2001) (Avec Aaron Carter)
- She Wants Me (2003) (Avec Aaron Carter)
- Come Together Now (2005) (Single De Charité)
- Beautiful Lie (2009) (Avec Jennifer Paige)

## Filmographie
| Séries TV & Films | Séries TV & Films                          | Séries TV & Films                       | Séries TV & Films |
| Année             | Film                                       | Rôle                                    | Notes |
| ----------------- | ------------------------------------------ | --------------------------------------- | --- |
| 1991              | "Edward aux mains d'argent"                | Le garçon qui glisse sur la bache jaune | |
| 1998              | Sabrina, l'apprentie sorcière              | Lui-même                                | Épisode: "Fausses notes"                                                                                                 |
| 1998–1999         | Saturday Night Live                        | Lui-même + autres invités               | "Julianne Moore/Backstreet Boys" (Saison 23: épisode 16) "Sarah Michelle Gellar/Backstreet Boys" (Saison 24: épisode 19) |
| 2002              | Mes plus belles années                     | Jay Black                               | Épisode: "Soldier Boy"                                                                                                   |
| 2002              | Arthur                                     | Lui-même                                | Épisode: "Arthur, It's Only Rock and Roll" (Voix)                                                                        |
| 2002              | All That                                   | Lui-même                                | Sketch |
| 2002              | 1, rue Sésame                              | Lui-même                                | Apparition avec Aaron Carter                                                                                             |
| 2003              | Touche pas à mes filles                    | Ben Hatcher                             | Saison 1: Épisodes 17 et 18                                                                                              |
| 2003              | Punk'd : Stars piégées                     | Lui-même                                | Saison 2 |
| 2004              | The Hollow                                 | Brody                                   | ABC Téléfilm |
| 2004              | L'ile des insectes géants (Monster Island) | lui-même                                | MTV Téléfilm |
| 2005              | The Ellen DeGeneres Show                   | Lui-même                                | Invité musical avec les Backstreet Boys                                                                                  |
| 2006              | House of Carters                           | Lui-même                                | télé-réalité |
| 2010              | Kill Speed                                 | Foreman                                 | DTV |
| 2010              | The Pendant                                | Barrett                                 | Acteur et directeur |
| 2011              | Dr. Phil                                   | Lui-même                                | Interview et performance de "Burning Up"                                                                                 |
| 2012              | 90210                                      | Lui-même                                | Invité spécial |
| 2012              | Late Night with Jimmy Fallon               | Lui-même                                | Invité musical avec les Backstreet Boys                                                                                  |
| 2013              | This Is the end                            | Lui-même                                | Performance des Backstreet Boys de la chanson Everybody(Backstreet back alright)                                         |